# Micromys
Micromys is een geslacht van knaagdieren uit de muizen en ratten van de Oude Wereld dat voorkomt in Europa en Azië. Dit geslacht bevat drie levende soorten, waaronder de dwergmuis (Micromys minutus), en tien fossiele soorten. Het geslacht is het nauwste verwant aan Aziatische geslachten als Vandeleuria, Chiropodomys en Haeromys. Deze dieren behoren tot de kleinste knaagdieren. De fossiele soorten zijn bekend sinds het Laat-Mioceen. Ze vertegenwoordigen verschillende ontwikkelingslijnen, waarvan de meeste zijn uitgestorven.

## Soorten
Er zijn drie levende soorten:
- Micromys erythrotis (E. Blyth, 1856)
- Micromys minutus (Pallas, 1771) – Dwergmuis
- Micromys pygmaeus (A. Milne-Edwards, 1872)

### Fossiele soorten
- Micromys bendai (Plioceen (Vroeg-Ruscinien) van Griekenland)
- Micromys chalceus (Laat-Mioceen van Binnen-Mongolië)
- Micromys cingulatus (Laat-Mioceen van Griekenland)
- Micromys coronensis (Plioceen (Vroeg-Ruscinien) van Polen en Pleistoceen van Roemenië)
- Micromys kozaniensis (Plioceen (Vroeg-Ruscinien) van Griekenland)
- Micromys liui (Vroeg-Pleistoceen van Zuid-China)
- Micromys paricioi (Vroeg-Plioceen van Spanje)
- Micromys praeminutus (Plioceen van Europa)
- Micromys steffensi (Plioceen (Vroeg-Ruscinien) van Griekenland)
- Micromys tedfordi (Vroeg-Plioceen van Zuid-China)

Een andere fossiele soort, Micromys caesaris uit het Laat-Mioceen van Spanje, is nog niet wetenschappelijk beschreven.
Abditomys · 
Abeomelomys · 
Aethomys · 
Anisomys · 
Anonymomys · 
Apodemus · 
Apomys · 
Archboldomys · 
Arvicanthis · 
Baiyankamys · 
Baletemys · 
Bandicota · 
Batomys · 
Berylmys · 
Brassomys · 
Bullimus · 
Bunomys · 
Canariomys · 
Carpomys · 
Chingawaemys · 
Chiromyscus · 
Chiropodomys · 
Chiruromys · 
Chrotomys · 
Coccymys · 
Colomys · 
Congomys · 
Conilurus · 
Coryphomys · 
Crateromys · 
Cremnomys · 
Crossomys · 
Crunomys · 
Dacnomys · 
Dasymys · 
Dephomys · 
Desmomys · 
Diomys · 
Diplothrix · 
Echiothrix · 
Eropeplus · 
Frateromys · 
Golunda · 
Gracilimus · 
Grammomys · 
Hadromys · 
Haeromys · 
Halmaheramys · 
Hapalomys · 
Heimyscus · 
Hybomys · 
Hydromys · 
Hylomyscus · 
Hyomys · 
Hyorhinomys · 
Kadarsanomys · 
Komodomys · 
Lamottemys · 
Leggadina · 
Lemniscomys · 
Lenomys · 
Lenothrix · 
Leopoldamys · 
Leporillus · 
Leptomys · 
Limnomys · 
Lorentzimys · 
Macruromys · 
Madromys ·
Malacomys · 
Mallomys · 
Malpaisomys · 
Mammelomys · 
Margaretamys · 
Mastacomys · 
Mastomys · 
Maxomys · 
Melasmothrix · 
Melomys · 
Mesembriomys ·
Micaelamys · 
Microhydromys · 
Micromys · 
Millardia · 
Mirzamys · 
Montemys · 
Mus · 
Musseromys · 
Mylomys · 
Myomyscus · 
Nesokia · 
Nilopegamys · 
Niviventer · 
Notomys · 
Ochromyscus · 
Oenomys ·
Otomys · 
Palawanomys · 
Papagomys · 
Parahydromys · 
Paraleptomys · 
Paramelomys · 
Parotomys · 
Paucidentomys · 
Paulamys · 
Pelomys · 
Phloeomys · 
Pithecheir · 
Pithecheirops · 
Pogonomelomys · 
Pogonomys · 
Praomys · 
Protochromys · 
Pseudohydromys · 
Pseudomys · 
Rattus · 
Rhabdomys · 
Rhynchomys · 
Saxatilomys ·
Serengetimys ·
Solomys · 
Sommeromys · 
Soricomys · 
Spelaeomys · 
Srilankamys · 
Stenocephalemys · 
Stochomys · 
Sundamys · 
Taeromys · 
Tarsomys · 
Tateomys · 
Thallomys · 
Thamnomys · 
Tokudaia · 
Tonkinomys ·
Tryphomys · 
Typomys · 
Uromys · 
Vandeleuria · 
Vernaya · 
Xenuromys · 
Xeromys · 
Zelotomys · 
Zyzomys
Micromys erythrotis · Dwergmuis (Micromys minutus) · Micromys pygmaeus · Micromys bendai† · Micromys chalceus† · Micromys cingulatus† · Micromys coronensis† · Micromys kozaniensis† · Micromys liui† · Micromys paricioi† · Micromys praeminutus† · Micromys steffensi† · Micromys tedfordi†